# Rosemarie Raab
Rosemarie Raab (* 12. November 1946 in Lübeck), auch Rosi Raab, ist eine deutsche Politikerin (SPD). Sie war von 1987 bis 2000 Hamburger Schulsenatorin.

## Leben und Werdegang
Rosemarie Raab ist Soziologin und Sozialpädagogin. Sie ist verheiratet mit Helmuth Frahm. 1974 bis 1979 war sie als Sozialarbeiterin tätig, bevor sie 1979 wissenschaftliche Assistentin bei der SPD-Bürgerschaftsfraktion wurde. 
Von 1982 an war sie Mitglied der Hamburger Bürgerschaft. Zugleich war sie von 1982 bis 1985 Abteilungsleiterin der Sozialen Dienste im Berufsbildungswerk Hamburg. Am 2. September 1987 wurde sie zur Senatorin der Behörde für Schule, Jugend und Berufsbildung ernannt. Dieses Amt hatte sie über mehrere Legislaturperioden bis zu ihrem Rücktritt mit sofortiger Wirkung am 5. April 2000 inne und bestimmte so maßgeblich die Hamburger Bildungspolitik. Ute Pape trat bis zum Ende der Legislaturperiode 2001 an ihre Stelle.

## Politisches Wirken
Mit ihrem Konzept „Menschen statt Mauern“, welches für den sozialtherapeutischen Umgang mit jugendlichen Straftätern steht, geriet ihre Jugendpolitik in die Kritik. Der schwerstkriminelle Jugendliche Dennis, der durch zahlreiche Autodiebstähle bekannt war, wurde im Alter von 14 Jahren nach einer Spritztour mit Todesfolge statt in ein geschlossenes Heim in das finnische Jugenddorf Kuttula geschickt. Nachdem er auf eigenen Wunsch 1995 nach Deutschland zurückgekehrt war und wieder Autos aufgebrochen hatte, wurde der zu dem Zeitpunkt 17-Jährige erneut nach Kuttula geschickt. Auch weil der Aufenthalt rund 40.000 DM im Monat kostete, wurde Kritik an Raabs Konzept laut.
In ihrer Amtszeit wurde 1997 ein neues Hamburger Schulgesetz verabschiedet, das Eigenverantwortung und Eigenständigkeit der Schulen stärkte. Weitere schulpolitische Projekte waren die Einführung der verlässlichen Halbtagsgrundschule, Englischunterricht ab der dritten Klasse, das Programm „Lernen mit neuen Medien“ sowie die von Hamburg als erstem Bundesland durchgeführte Lernausgangslagenuntersuchung (LAU). Bei der Kindertagesbetreuung war es ihr Anliegen, den Rechtsanspruch auf einen Kindergartenplatz in Hamburg in die Tat umzusetzen. In der Jugendhilfe gab ihre Behörde grundlegende wissenschaftliche Studien zu Gewalt und Gewalterfahrungen unter Jugendlichen in Auftrag, um grundlegende Verbesserungen in Angriff zu nehmen. Im Bereich der beruflichen Bildung strebte sie insbesondere die Garantie eines Berufsschulangebots für alle Jugendlichen an, verbunden mit der Modernisierung dieser Schulform.
Gegen Ende ihrer Amtszeit geriet Raab zunehmend in die Kritik, sowohl von Seiten der Opposition wie auch der Lehrergewerkschaften. Hauptpunkt war die – im Rahmen einer allgemeinen Haushaltskonsolidierung betriebene – Sparpolitik an den Hamburger Schulen. Sie bestritt Vorwürfe eines ihrer Nachfolger, Senator Rudolf Lange (FDP), sie habe eine Schuldenpolitik betrieben.
Nach der Politik engagierte sich Raab für die Hamburger Volksinitiative „Eine Schule für alle“, die die Abschaffung des gegliederten Schulsystems in Hamburg zum Ziel hat.